# 斯洛博达农村居民点
斯洛博达农村居民点（俄语：Слободское сельское поселение）是俄罗斯联邦沃罗涅日州博布罗夫区所属的一个农村居民点。其下辖有6个居民点，行政中心为斯洛博达。据2016年统计，该农村居民点的人口为4595人。